# Conducto NACA

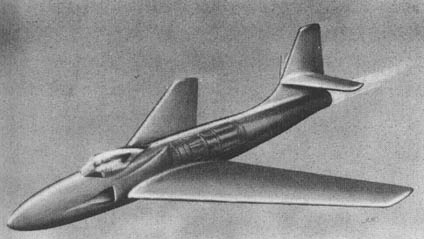
El concepto de la imagen de un artista muestra la entrada sumergida para un avión jet.

Un conducto NACA, también llamado a veces entrada NACA, es una forma común de baja resistencia del diseño de entrada del aire, originalmente desarrollada por la NACA (Comité Consejero Nacional para la Aeronáutica), una agencia federal de los Estados Unidos, precursor de la NASA, en 1945.
Cuando se implementa correctamente, un conducto NACA permite que el aire fluya dentro de un conducto interno, a menudo con fines de refrigeración, con una perturbación mínima al flujo. El diseño original fue llamado "entrada sumergida", y consiste básicamente en la implementación de una rampa poco profunda con paredes curvas, empotradas en la superficie y expuesta en un cuerpo aerodinámico, tal como un avión.
Este diseño se cree que funciona porque la combinación del ángulo de la rampa y el perfil de curvatura de las paredes crea una contra-rotación de vórtices que desvían la capa límite de distancia de la entrada, y aspira el aire en un movimiento más rápido, evitando al mismo tiempo la resistencia y el flujo de separación que puede ocurrir de forma sobresaliente. Este tipo de entrada  generalmente no puede alcanzar las presiones más grandes y volúmenes de flujo de un diseño externo, por esto es que se usa raramente para la aplicación de chorros de admisión del motor, para el que fue diseñado originalmente, tal cual sucede con el North American YF-93.

## En automóviles

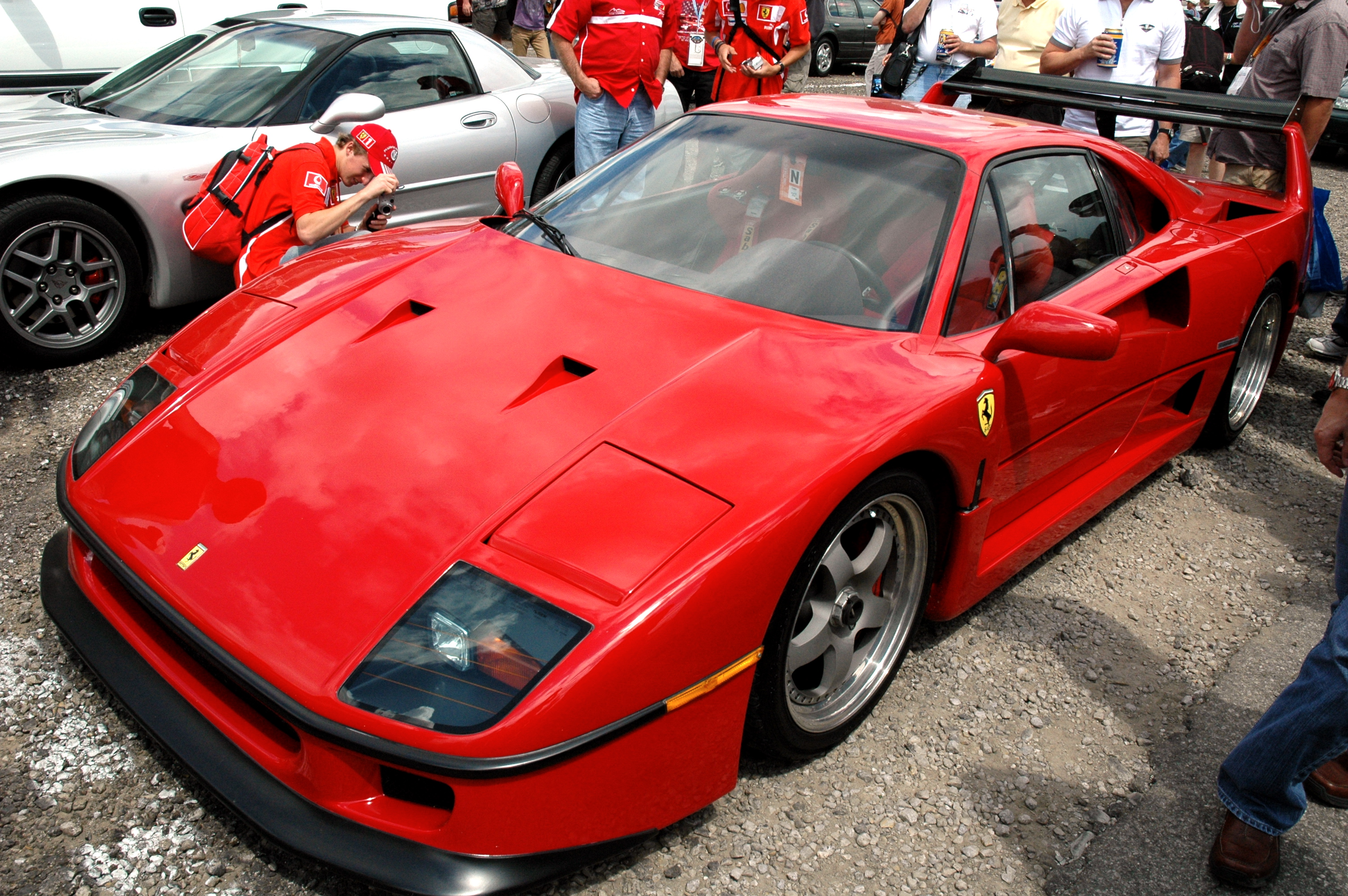
Ferrari F40 con conductos NACA en el capó y el lateral de la carrocería.

Los conductos NACA son ampliamente usados en el diseño de automóviles deportivos y de competición. Sus primeras implementaciones, que sucedieron poco después de la descalificación de la investigación por parte de la NACA, se dieron en vehículos de carreras. Aunque hubo algunos antecedentes, se le atribuye al equipo Vanwall de Fórmula 1, y a su ingeniero Frank Costin, el mérito de ser el primero en utilizarlo, en 1956. Ya en la década siguiente, su uso se extendió a diversas competiciones y también en el sector automovilístico. Es visible en vehículos como el Ford Mustang Shelby GT350/GT500 (1969-70), el Alfa Romeo Montreal (1970), el Pontiac GTO (1973), el Lamborghini Countach (1974-90), el Ferrari F40 (1987-92) o el Nissan GT-R (2009-2020).
Al mismo tiempo, con la evolución del dispositivo a través de los años, se implentó su uso en camiones y vehículos de gran porte para el ahorro de combustible mediante la reducción de la resistencia aerodinámica. Estos son conocidos como ECO-FINS.